# Parafia św. Pawła Apostoła w Elblągu
Parafia Świętego Pawła Apostoła - rzymskokatolicka parafia w Elblągu. Parafia należy do diecezji elbląskiej, w dekanacie Elbląg Północ. Erygowana dekretem biskupa warmińskiego Józefa Glempa w 1980 roku.